# Марсіанський Ніагарський водоспад

Марсіанський Ніагарський водоспад

Марсіанський Ніагарський водоспад ("Ніагарський водоспад Марса") - об'єкт на Марсі. Застиглі потоки лави на Марсі, що виливалися колись з кратера діаметром 30 км, які вчені НАСА порівняли їх з Ніагарським водоспадом на Землі.
Знімки на землю передав апарат Mars Reconnaissance Orbiter (MRO), який був запущений в 2005 році.